# دوریس گرا
دوریس گرا (انگلیسی: Doris Grau؛ ۱۲ اکتبر ۱۹۲۴ – ۳۰ دسامبر ۱۹۹۵) یک هنرپیشه اهل ایالات متحده آمریکا بود.
از فیلم‌ها یا مجموعه‌های تلویزیونی که وی در آن‌ها نقش داشته است می‌توان به سیمپسون‌ها و خون‌سرد اشاره نمود.